# 张建云
张建云（1957年8月1日—），男，江苏沛县人，中国水文水资源专家。曾任水利部水文局总工程师、副局长兼总工程师。现任南京水利科学研究院院长。

## 生平
1982年毕业于华东水利学院水文系，1996年毕业于爱尔兰国立大学土木及环境工程专业，获博士学位。2009年当选为中国工程院院士。